# 사카모토 이오리
사카모토 이오리(일본어: 坂元 一渚璃, 2004년 11월 22일~)는 일본의 축구 선수이다.

## 구단 경력
그는 2023년 J2리그의 이와키 FC에 입단했다. 2024년 7월 일본 지역 리그의 블랑듀 히로사키로 임대 이적했다. 2025년 이와키 FC로 복귀했다.